# 朱篤市屠殺
朱篤市屠殺是指1957年7月11日，发生在安江省朱篤市境內一間酒吧的屠杀。一群越南独立同盟会的成员襲擊了酒吧，造成17人遇难，死者包括南越的基層官員。

## 背景
越南分裂後，數千名越南独立同盟会的幹部仍留在南越活動。而北越政府維持在日內瓦會議中要在1956年舉行公投並統一國家的決議。因此殘餘在南越的越盟勢力便在南越境內吸收反對吳廷琰的勢力，例如和好教及高台教等，暗殺南越官員，以達到統一越南的終極目標。

## 酒吧內的屠殺
1957年7月11日，反吳廷琰的游擊隊襲擊了朱篤市的酒吧，並將17個民眾綁起來，以機關槍殺害。美國媒體表示這場屠殺是因為共產黨散布謠言說殺了20個人「讓人可以飛翔」，而殺了100個人可以「變成天使」。這場屠殺據推測應該是游擊隊中的和好教派所為。因為越南城市地區的人從不將越盟殺人可以獲得特殊力量的說法擺在眼裡，然而部分鄉村地區的人卻因迷信而犯行。